# Österreichische Judo-Damen-Mannschaftsmeisterschaft 1992
Die Österreichische Judo-Damen-Mannschaftsmeisterschaft 1992 ermittelte zum 12. Mal den Österreichischen Mannschaftsmeisters im Judo. Sie wurde vom Österreichischen Judoverband ausgetragen. Sieger war zum 2. Mal der Vereinsgeschichte der Union Leibnitz.

## Tabelle
| Position | Mannschaft        | Ort        | Bundesland       | Quelle |
| -------- | ----------------- | ---------- | ---------------- | ------ |
| 1        | Union Leibnitz    | Leibnitz   | Steiermark       | [ 2 ]  |
| 2        | JGV Wien          | Wien       | Wien             | [ 2 ]  |
| 3        | ASV ÖGJ Salzburg  | Salzburg   | Salzburg         | [ 2 ]  |
| 3        | WKG ASVÖ Salzburg | Salzburg   | Salzburg         | [ 2 ]  |
| 5        | JC Wimpassing     | Wimpassing | Niederösterreich | [ 2 ]  |
| 5        | SU Döbling        | Döbling    | Wien             | [ 2 ]  |

Stand: 2025-03-08

## Begegnungen
| Round     | Ort                              | Mannschaft 1   | Mannschaft 2  | Siege 1 | Siege 2 | Quelle |
| --------- | -------------------------------- | -------------- | ------------- | ------- | ------- | ------ |
| Final     | Sporthalle Alpenstraße, Salzburg | Union Leibnitz | JGV Wien      |         |         | [ 2 ]  |
| Platz 3/4 | Sporthalle Alpenstraße, Salzburg | WKG Salzburg   | Döbling       | 7       | 0       | [ 2 ]  |
| Platz 3/4 | Sporthalle Alpenstraße, Salzburg | ASV ÖGJ        | JC Wimpassing | 6       | 1       | [ 2 ]  |